# Parque do Prado

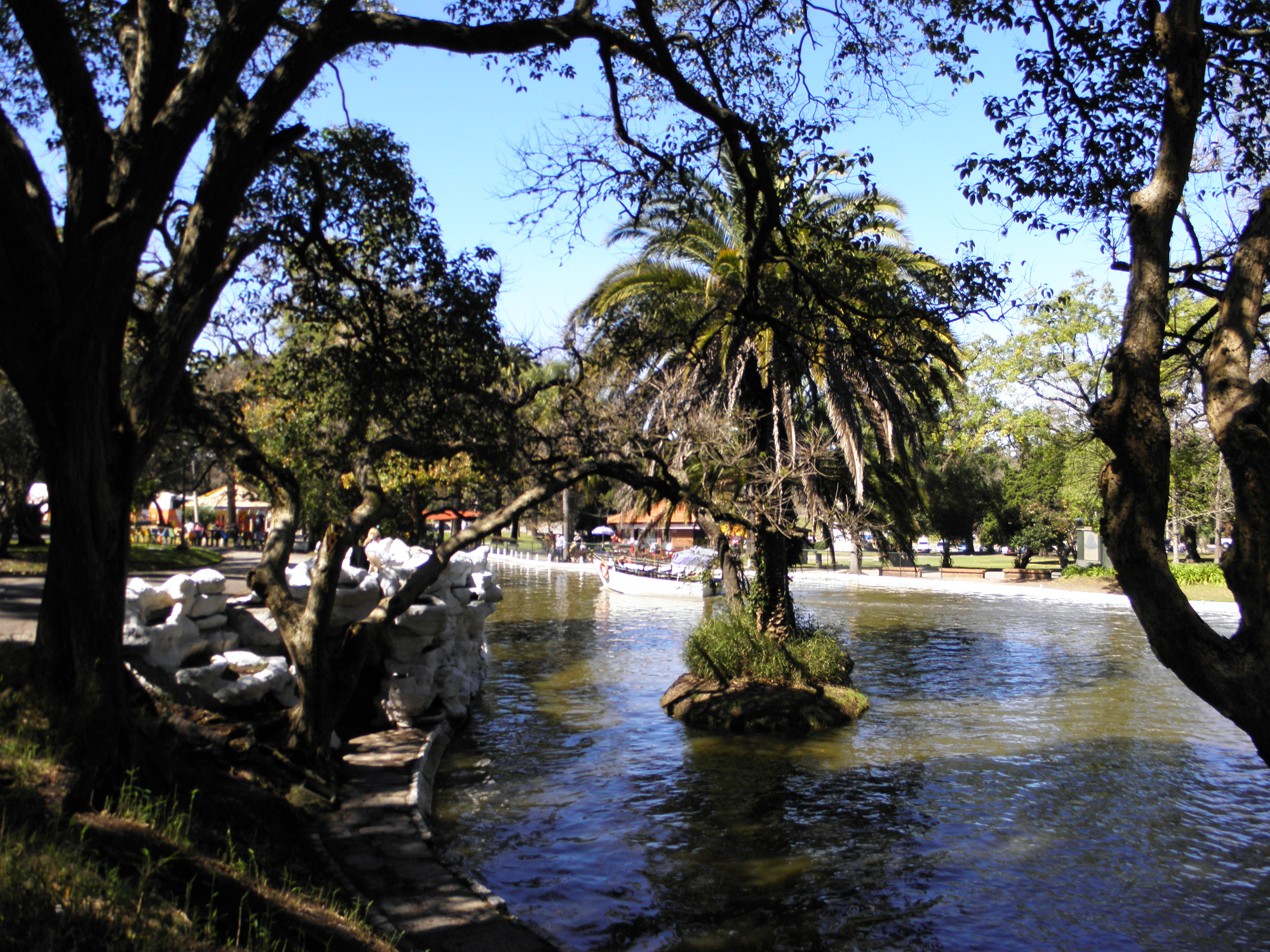
Lago del Prado.

O Parque do Prado (em castelhano:  Parque del Prado) é um espaço público verde em Montevidéu, Uruguai. Consiste em 102 hectares e por eles passa o  Arroio Miguelete.

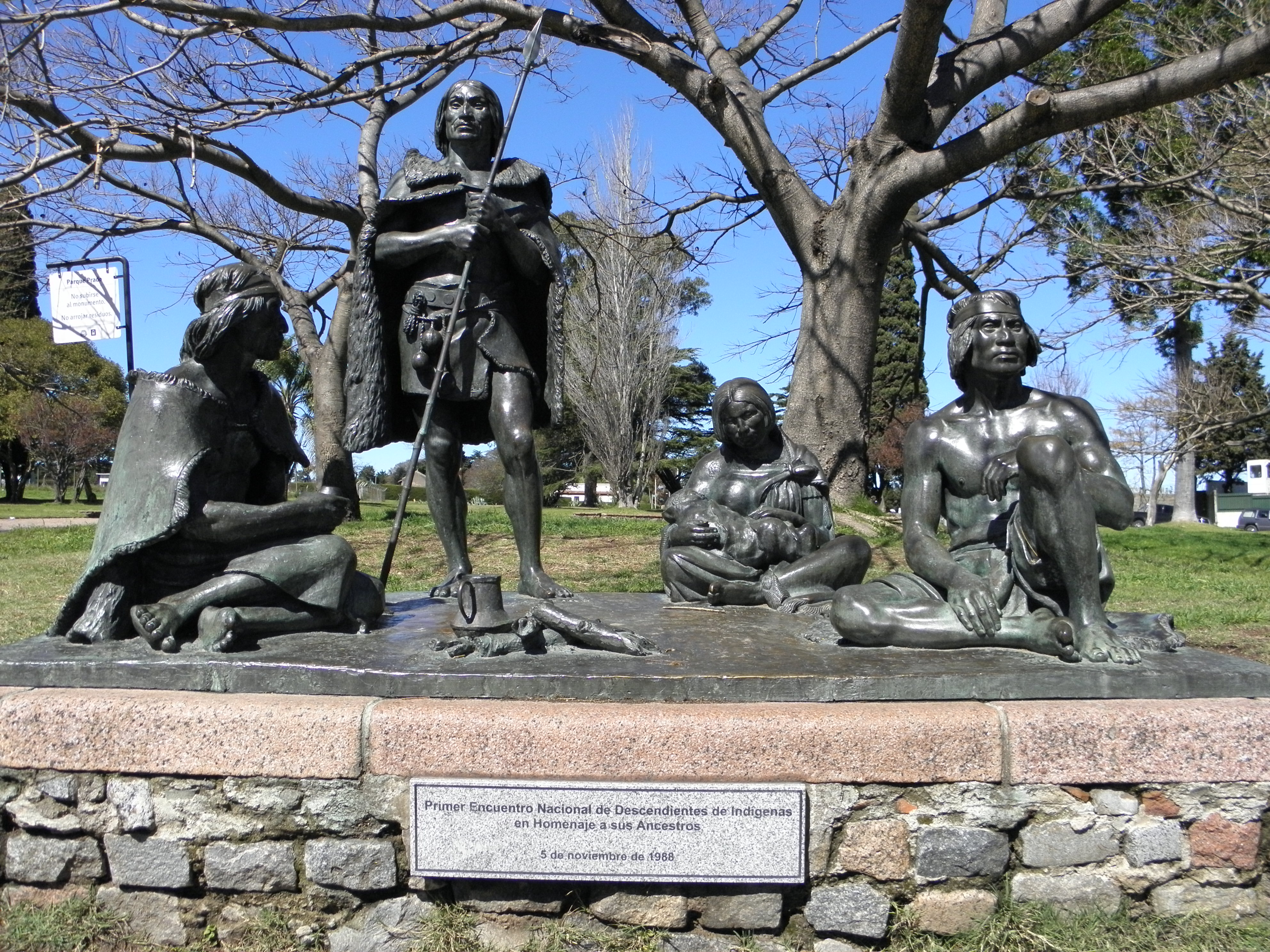
Monumento aos últimos charruas de José Belloni no Parque del Prado.

## Características
Dentro do território do parque, destaca-se o Rosedal del Prado ou Rosaleda, o Chalé de Buschental, o Hotel del Prado, a Isla de los Cipreses, os pavilhões da Associação Rural do Uruguay assim como múltiplos monumentos: entre os quais se podem citar são La diligencia de José Belloni y e o Monumento aos últimos Charruas.

É relevante ressaltar as várias espécies vegetais que foram declaradas monumentos assim como espécimes únicas presentes no parque. Dentre elas podem-se destacar a Jubaea chilensis "coco chileno", Damara, Araucarias de grande porte, Butiagrus nabonandi híbrido entre butiá e pindó. 

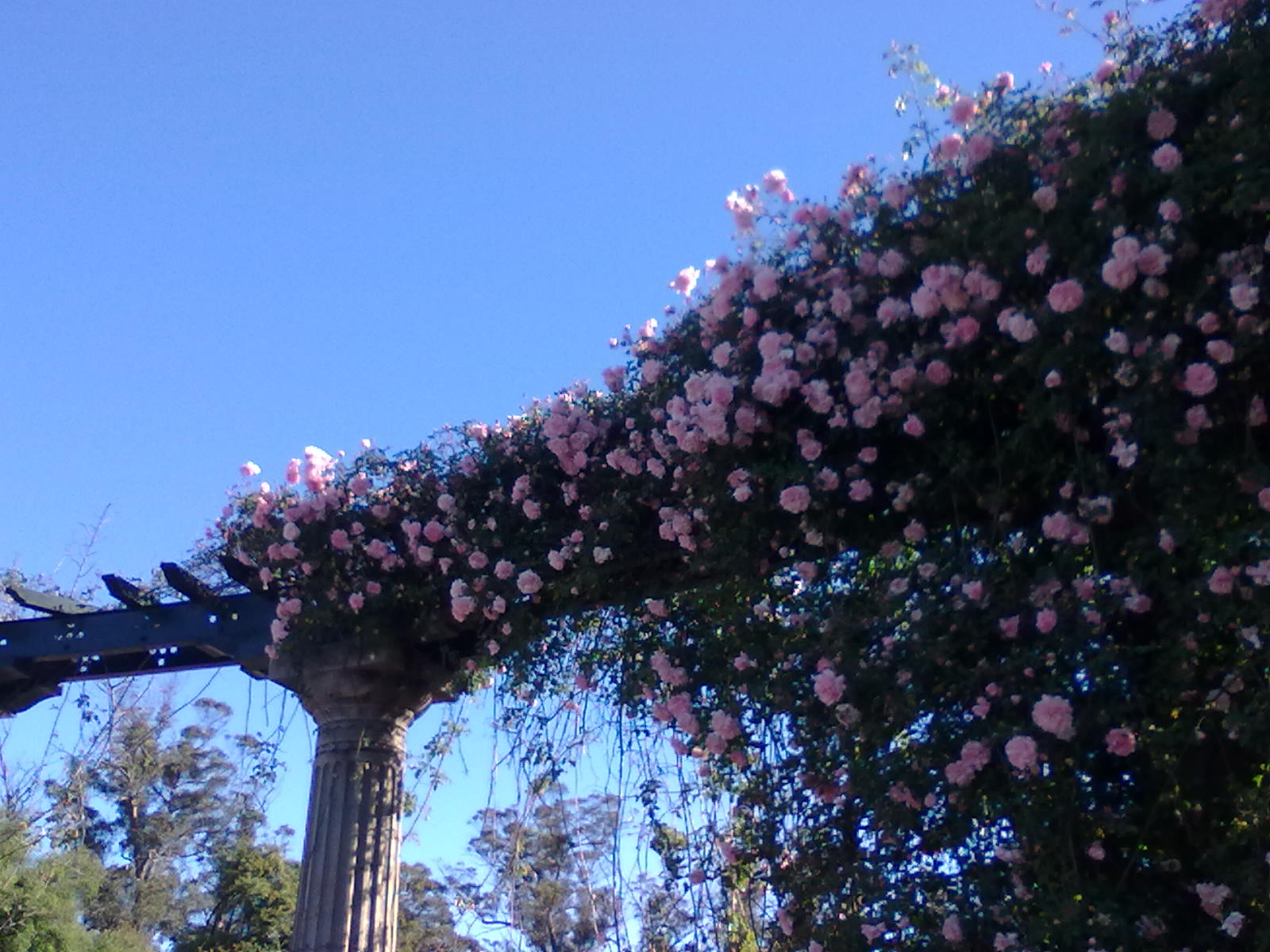
Roseiral do parque.

É uma zona de conexão com o resto da cidade pela grande quantidade de linhas de ônibus.